# Prairie Ridge
Prairie Ridge az Amerikai Egyesült Államok északnyugati részén, Washington állam Pierce megyéjében elhelyezkedő statisztikai település. A 2000. évi népszámlálási adatok alapján 11 688 lakosa van.